# Песець (село)

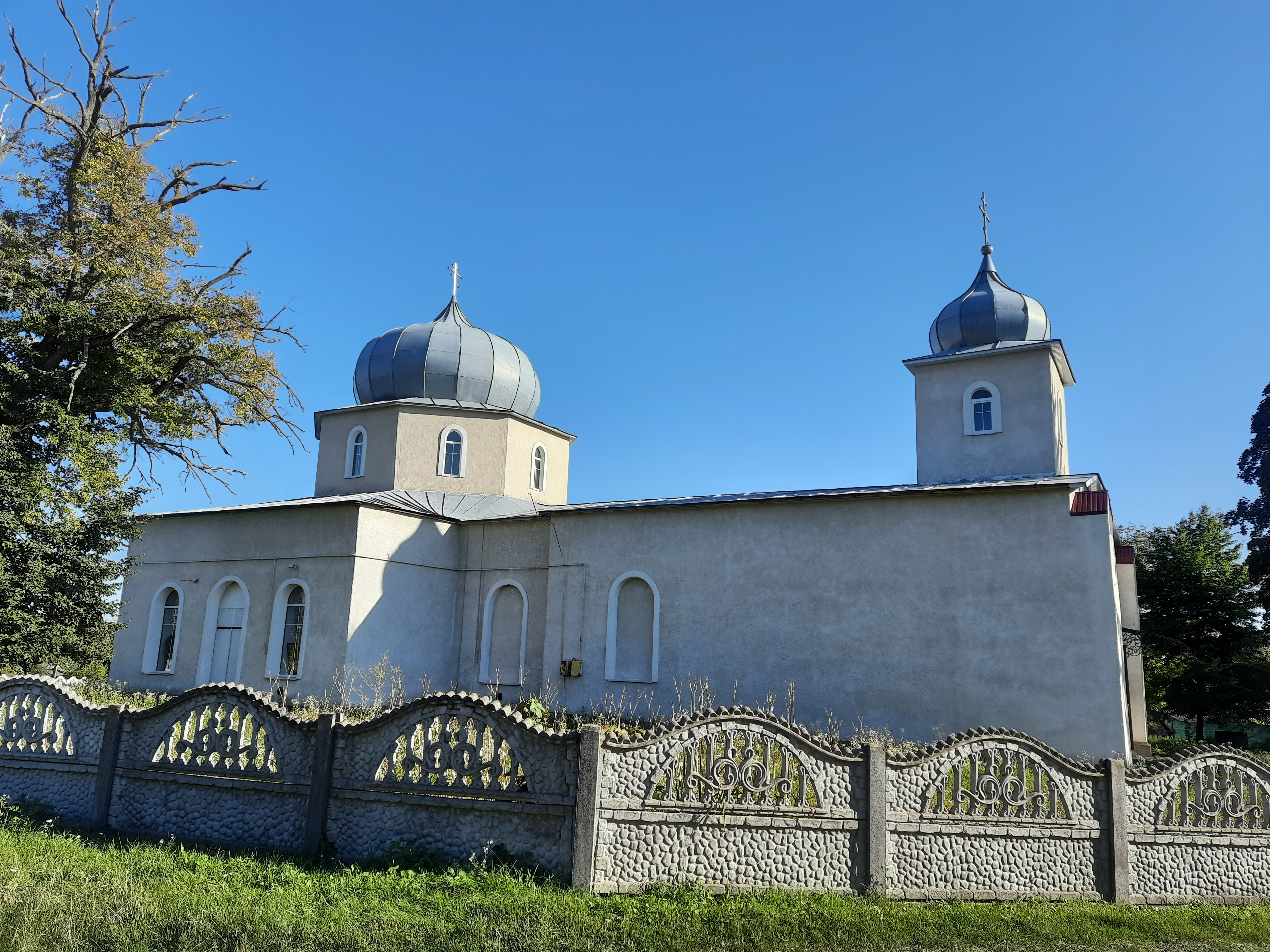
Церква Різдва Пресвятої Богородиці

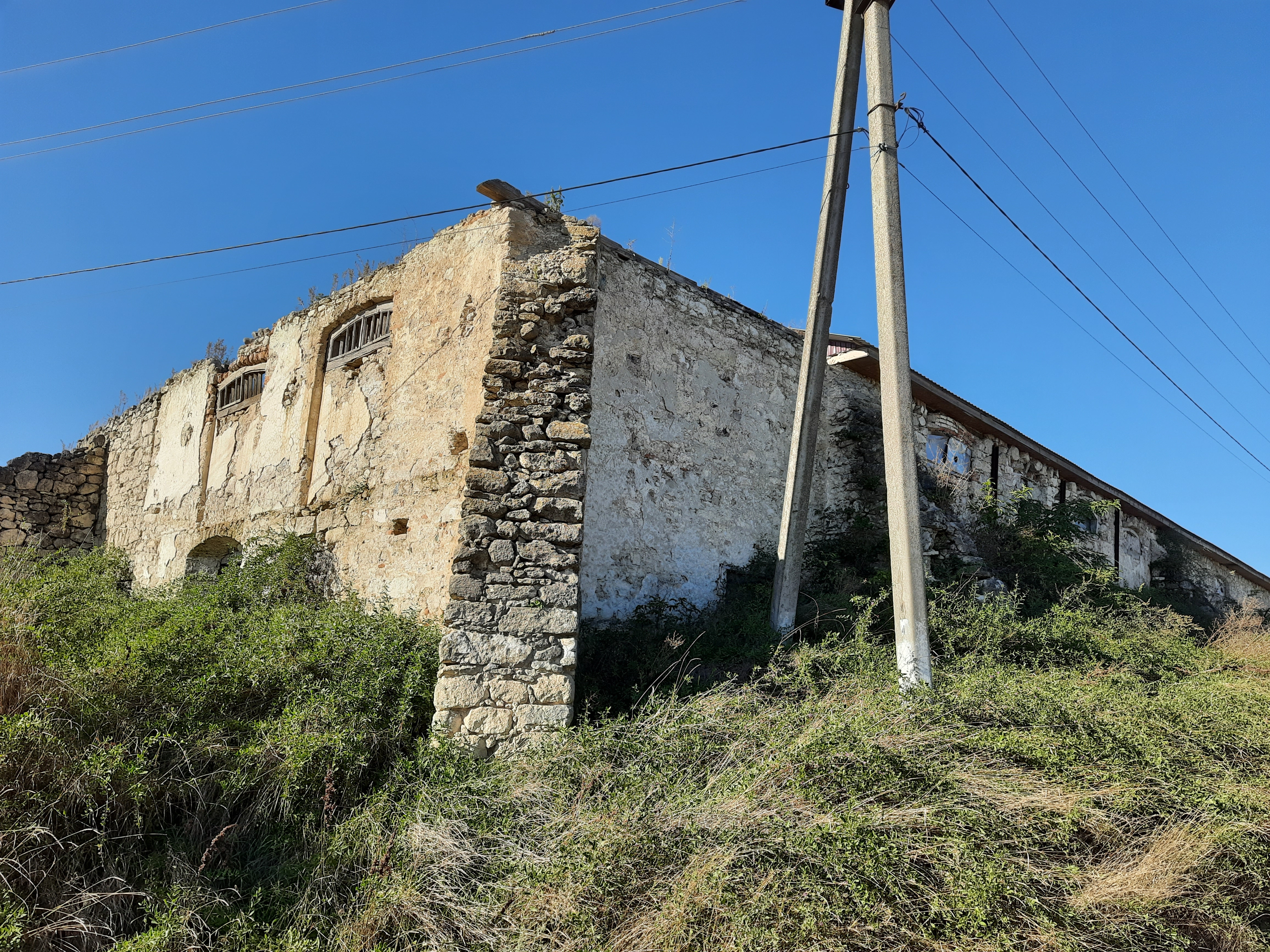
Комплекс споруд садиби

Песе́ць — село в Україні, у Новоушицькій селищній територіальній громаді Кам'янець-Подільського району Хмельницької області.

## Географія
Подільське село Песець розташоване на подільській височині, в південно-західній частині України. На півночі село межує з селом Івашківці, на півдні з Садовим. Поблизу поселення знаходиться мінеральне джерело.

### Клімат
Песець знаходяться в межах вологого континентального клімату із теплим літом. Але діяльність людини досить часто призводить до екоциду, поганих змін та глобального потепління. Рівень наповнення річок водою по області становить лише 20 % від необхідного стандарту, значна частина земної поверхні стає посушливою. Для покращення ситуації варто було б проводити ревайлдинг, відновлювати екосистеми та лісові насадження.

## Символіка

### Герб
Щит у золотистій оправі, поділений на дві частини хвилястою лінією синього кольору від правого верхнього кута до лівого нижнього. Це символ річки, що поділяє село на дві частини. У лівому верхньому куті зображений маєток, що має історичну цінність. У правій нижній частині щита розміщено два песця, які йдуть один на в проти іншого, вони символ назви села Песець.

### Прапор
Прямокутне полотнище складається з двох частин. Верхня половина прапора синього кольору, нижня — зеленого кольору. У лівій верхні частині зображений маєток, що має історичну цінність. Синій колір — символ річки, що поділяє село на дві частини.

## Історія
Село Песець, згідно з місцевою легендою, заснував князь Данило Галицький на місці полювання на песця. Зрозуміло, що в ХІІІ столітті, як і нині, тундрова лисиця виду Lagopus (за якою останні півтисячоліття закріпилася слов'янська таксономічна назва «песець») на Поділлі не водилася. Але про зв'язок назви села з мисливською пухнастою твариною свідчать усі джерела. Слід розуміти, що в давнину «песцями» називали також інших, південніших представників родини псових — види вовків чи лисиць. Відомо, що в стародавні часи дружинники галицьких князів любили влаштовувати полювання в багатих лісах Придністровського Пониззя. На згадку про перебування тут на ловах у 1255 році галицького князя Данила Галицького місцеві поселенці назвали село Песець. А назву тутешньої річки — Данилівки — та сама легенда теж пов'язує із князем Данилом.
В історичних джерелах село уперше згадується 1430 року.
У 1648—1651 роках зафіксовано участь мешканців Песця в повстанні Богдана Хмельницького.
Після переходу Правобережної України під владу Росії 1793 року  під час Другого поділу Речі Посполитої, Песець віддано на правах кріпосного володіння генералові Степану Стрекалову, від якого як посаг за його донькою перейшов у власність генерала Павла Дівова. Населення села на початку XIX ст. сягало 1500 осіб (удвічі більше ніж тепер).
1845 року в селі відбувся конфлікт селян із поміщицьким управлінням в особі прикажчика Шмідта, ліквідований уведенням батальйонів внутрішніх військ і ув'язненням організаторів.
Наприкінці 1840-х село Песець, знову як посаг, перейшов до нового власника — барона Павла Местмахера, згодом градоначальника Одеси 1857-61 років.
З 1850-х років у Песці працює початкова школа, у якій навчалося до 25 % дітей села.
Селяни були звільнені від кріпосного права в 1861 році. На честь цієї події в багатьох селах Поділля на в'їздах встановлювали пам'ятні фігури, такі збереглись в селах: Нігин, Черче. Ця традиція помаленьку відновлюється, встановлюються статуї Божої Матері чи інші фігури.
1863 року селяни втрачають можливість користуватись рідною мовою, видано таємне розпорядження — Валуєвський циркуляр, що наказував призупинити видання значної частини книг, написаних українською мовою, а згодом доповнено Емським указом.
З 1892 року в селі працював спиртний завод барона Местмахера.
1904 року в селі відбувся погром 20 місцевих єврейських родин, 1906-го селяни розграбували панський маєток, після чого в село введено загін жандармів, організаторів заколоту ув'язнено. 1916 року, при черговому повстанні, весь спирт із заводу випущено в річку, а 1917-18 ґуральню остаточно зруйновано. Перед Українською революцією населення Песця досягало 2 тисяч осіб (мало не втричі більше ніж тепер).
28 вересня 1920 року вояків 3-го кінного полку 3-ї Залізної дивізії Армії УНР атакували більшовицькі 3-ій курінь 420-го совполку, 1-ий кінний совполк та «заґрадотряд». Червоні зробили ставку на чисельну перевагу над українцями, проте українські вояки змогли відбити атаку та перейти у контрнаступ. Зрештою, армія УНР виграла бій без втрат і полонила 200 червоноармійців, серед яких був командир куреня.
Внаслідок поразки Перших визвольних змагань, село надовго окуповане російсько-більшовицькими загарбниками.
Радянська окупація принесла колективізацію та розкуркулення, мешканці села зазнали репресій. Багатьох частинах Поділля відбувались масові селянські повстання, проти радянської влади.

### Часи Голодомору на селі
За даними офіційних джерел (тогочасних ЗАГСів, які хоч і не завжди реєстрували правдиву кількість померлих, саме від голоду, бо було заборонено вказувати, що людина померла голодною смертю) в селі в 1932—1933 роках загинуло близько 57 жителів села. На сьогодні встановлено імена лише 48 осіб. Мартиролог укладений на підставі поіменних списків жертв Голодомору 1932—1933 років, складених Песецькою сільською радою згідно даних місцевого РАГСу (хоча й звіритися з конкретними документальними свідченнями стає майже неможливо, оскільки не всі вони дійшли до наших днів, у силу різних обставин Поіменні списки зберігаються в Державному архіві Хмельницької області.
Кількість померлих і їх особисті дані не є остаточними, оскільки не всі дані збереглися і не все заносилося до книг обліку тому є ймовірність, того, що мартиролог Голодомору в селі буде розширений

### Розвиток населеного пункту від 1950-х років
По закінченню Другої світової війни у 1946—1947 роках мешканці села вчергове пережили голод.
З 1991 року в складі незалежної України.
Село було газифіковане у 2003 році.
20 серпня 2015 року шляхом об'єднання сільських рад, село увійшло до складу Новоушицької селищної громади. Об'єднання в громаду має створити умови для формування ефективної і відповідальної місцевої влади, яка зможе забезпечити комфортне та безпечне середовище для проживання людей.
До адміністративної реформи 19 липня 2020 року село належало до Новоушицького району, в результаті адміністративно-територіальної реформи увійшло до складу Кам'янець-Подільського району.
15 червня 2023 року селі Песець на Кам’янеччині парафія церкви Різдва Пресвятої Богородиці перейшла з Московського патріархату в Православну Церкву України. Вперше, в місцевій церкві пролунала молитва українською мовою.

## Економіка та інфраструктура

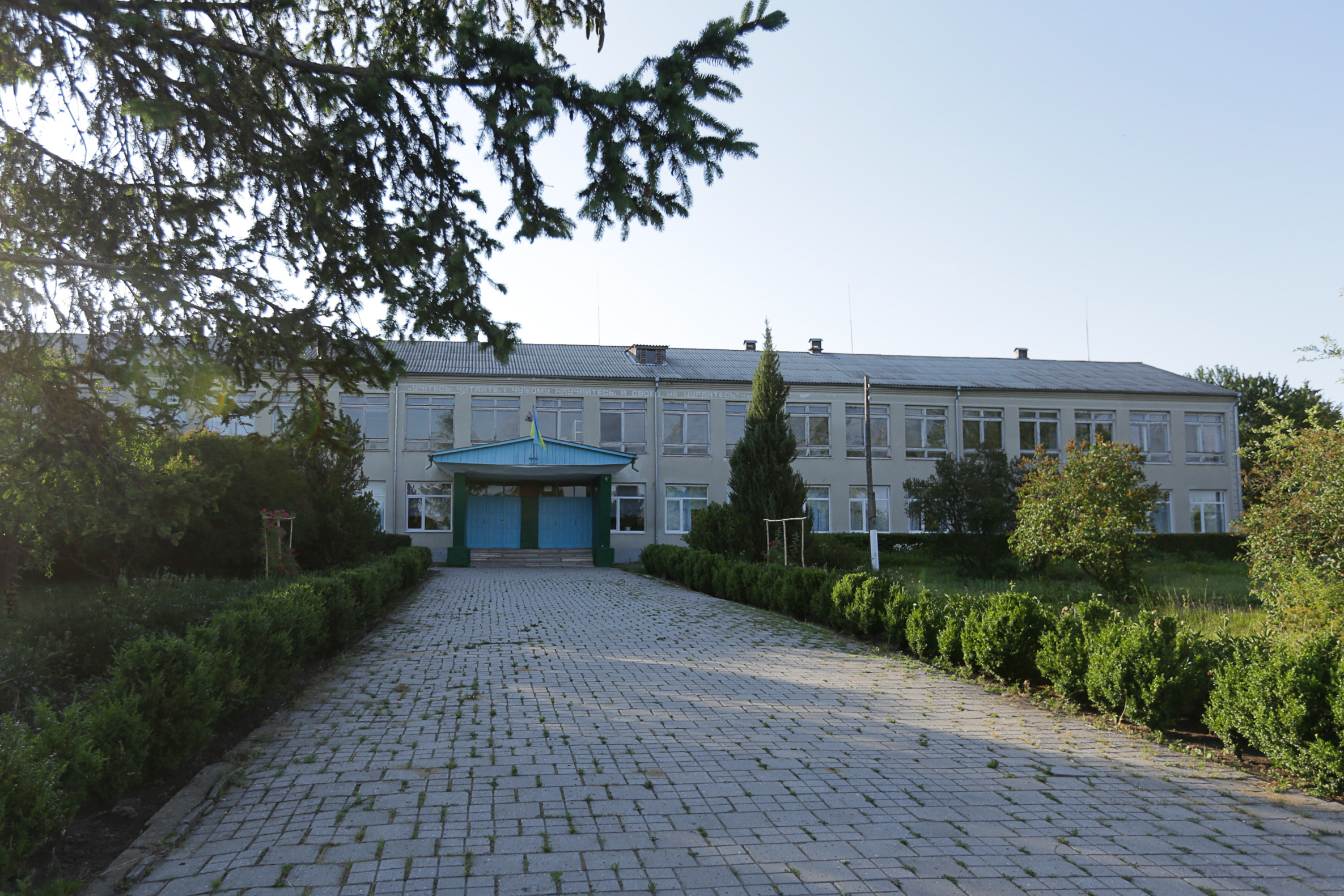
Школа

Одним із найбільших агропромислових підприємств району є місцева ТОВ «ТОВ Промінь Поділля». В селі є початкова загальноосвітня школа І-ІІ ступеня навчання, амбулаторія, будинок культури. Відомий колектив художньої самодіяльності «Барвіночок».

## Населення
Населення становить 866 осіб (із 434 дворів).

### Мова
У селі поширені західноподільська говірка та південноподільська говірка, що відносяться до подільського говору, який належить до південно-західного наріччя.

## Релігія
- Церква Різдва Пресвятої Богородиці (ПЦУ)

## Туризм
В селі та поблизу села знаходяться:
- Залишки маєтку барона Местмахера;
- Панська купель;
- Джерело;
- Данилівський ландшафтний заказник.

## Відомі люди

### Уродженці
- Ковальчук Олександр Вікторович (1978—2022) — солдат Збройних сил України, учасник російсько-української війни, що загинув у ході російського вторгнення в Україну в 2022 році.
- Колішко Олександр - солдат Збройних сил України, учасник російсько-української війни. Загинув на Донеччині 15 лютого 2023 р.[10]